# Ain't Your Mama
Singles de Jennifer Lopez
Try Me
(2015) Love Make the World Go Round
(2016)
Ain't Your Mama est un single musical de Jennifer Lopez sorti en 2016. La chanson est écrite et composée par Meghan Trainor, Dr. Luke, Jacob Kasher Hindlin, Cirkut, Theron Thomas et Gamal Lewis.
Dans les paroles,  elle fait référence au discours de Hillary Clinton de 1995,  Women's Rights Are Human Rights.

## Controverse
Quelques heures après la sortie de la chanson, des internautes, mécontents que Dr. Luke ait produit le single, appellent au boycott de la chanson. Le producteur américain Dr. Luke sort d'une procédure judiciaire l'opposant à la chanteuse Kesha, qui l'accuse de viol, et son image a été fortement ternie par cette affaire. Meghan Trainor qui a co-écrit la chanson pour elle-même avant de décider de ne pas l'utiliser, prend la défense de Jennifer Lopez et explique que l'interprète ne savait pas que Dr. Luke avait participé à la conception du titre.

## Classements
| Classements (2016)                 | Meilleure position |
| ---------------------------------- | ------------------ |
| Canada (Hot 100)                   | 34                 |
| Espagne (PROMUSICAE)               | 4                  |
| États-Unis (Hot 100)               | 76                 |
| Finlande (Suomen virallinen lista) | 6                  |
| France (SNEP)                      | 11                 |
| Pologne (ZPAV)                     | 45                 |
| Suisse (Schweizer Hitparade)       | 4                  |